# John Bellairs
Pour les articles homonymes, voir Bellairs.
John Anthony Bellairs (17 janvier 1938 - 8 mars 1991) est un écrivain des États-Unis, connu pour son roman de fantasy The Face in the Frost, ainsi que pour ses romans de mystère fantastique pour les adolescents, ayant pour héros Lewis Barnavelt (Kévin et les magiciens en traduction française), Anthony Monday, et Johnny Dixon.  

## Biographie
Après ses études dans l'Indiana, il commence à enseigner la littérature anglaise dans des universités catholiques du Minnesota, de l'Illinois puis à Boston. Il se marie en 1968.
Après avoir lu Le Seigneur des anneaux de J. R. R. Tolkien, il écrit The Face in the Frost. Ce roman sur deux magiciens, Prospero et Roger Bacon, est considéré comme un chef-d'œuvre de fantasy. Il n'est cependant pas traduit en français.
Son éditeur lui suggère d'écrire ses romans suivants pour la jeunesse, qu'il publie à partir de 1973. Les trois premiers ont pour personnages principaux un orphelin, Kevin Barnavelt, l'oncle qui l'a recueilli, et leur voisine. Le jeune garçon découvre qu'ils sont des magiciens. Ses romans pour la jeunesse sont en général centrés sur un mystère angoissant, lié au surnaturel.
Les couvertures de la plupart de ses romans sont l'œuvre d'Edward Gorey. En France, les livres sont publiés sous forme de romans illustrés dont les dessins sont réalisés par Lalex. 
John Bellairs meurt à 53 ans d'une maladie cardio-vasculaire.
Après sa mort, ses séries pour la jeunesse sont poursuivies par Brad Strickland, qui a repris ses romans inachevés puis en a écrit entièrement d'autres.

## Œuvres

### Par John Bellairs
| Titre                               | Année | Série           | Traduction                             |
| ----------------------------------- | ----- | --------------- | -------------------------------------- |
| St. Fidgeta and Other Parodies      | 1966  |                 |                                        |
| The Pedant and the Shuffly          | 1968  |                 |                                        |
| The Face in the Frost               | 1969  |                 |                                        |
| The House with a Clock in Its Walls | 1973  | Kevin Barnavelt | La Pendule d'Halloween                 |
| The Figure in the Shadows           | 1975  | Kevin Barnavelt | La Médaille ensorcelée                 |
| The Letter, the Witch, and the Ring | 1976  | Kevin Barnavelt | Emily et l'anneau magique              |
| The Treasure of Alpheus Winterborn  | 1978  | Anthony Monday  |                                        |
| The Curse of the Blue Figurine      | 1983  | Johnny Dixon    | La Malédiction de la statuette bleue   |
| The Mummy, the Will, and the Crypt  | 1983  | Johnny Dixon    | La Momie dans la crypte                |
| The Dark Secret of Weatherend       | 1984  | Anthony Monday  |                                        |
| The Spell of the Sorcerer's Skull   | 1984  | Johnny Dixon    | Le Crâne du sorcier                    |
| The Revenge of the Wizard's Ghost   | 1985  | Johnny Dixon    | La Vengeance du fantôme                |
| The Eyes of the Killer Robot        | 1986  | Johnny Dixon    | Les Yeux du robot tueur                |
| The Lamp From the Warlock's Tomb    | 1988  | Anthony Monday  |                                        |
| The Trolley to Yesterday            | 1989  | Johnny Dixon    | Le Tramway qui voyageait dans le temps |
| The Chessmen of Doom                | 1989  | Johnny Dixon    |                                        |
| The Secret of the Underground Room  | 1990  | Johnny Dixon    | Le Secret de la salle souterraine      |
| The Mansion in the Mist             | 1992  | Anthony Monday  |                                        |

### Commencés ou esquissés par John Bellairs, complétés par Brad Strickland
| Titre                              | Année | Série           | Traduction                |
| ---------------------------------- | ----- | --------------- | ------------------------- |
| The Ghost in the Mirror            | 1993  | Lewis Barnavelt | Le Fantôme dans le miroir |
| The Vengeance of the Witch-finder  | 1993  | Lewis Barnavelt | Le chasseur de sorciers   |
| The Drum, the Doll, and the Zombie | 1994  | Johnny Dixon    | La Poupée et le zombie    |
| The Doom of the Haunted Opera      | 1995  | Lewis Barnavelt | L'Opéra maléfique         |

### Par Brad Strickland
| Titre                                   | Année | Série           | Traduction                         |
| --------------------------------------- | ----- | --------------- | ---------------------------------- |
| The Hand of the Necromancer             | 1996  | Johnny Dixon    |                                    |
| The Bell, the Book, and the Spellbinder | 1997  | Johnny Dixon    |                                    |
| The Specter From the Magician's Museum  | 1998  | Lewis Barnavelt | Le Spectre du musée                |
| The Wrath of the Grinning Ghost         | 1999  | Johnny Dixon    |                                    |
| The Beast Under the Wizard's Bridge     | 2000  | Lewis Barnavelt | Le Monstre sous le pont            |
| The Tower at the End of the World       | 2001  | Lewis Barnavelt | La Tour de la fin du monde         |
| The Whistle, the Grave, and the Ghost   | 2003  | Lewis Barnavel  | Le Sifflet, la tombe et le fantôme |
| The House Where Nobody Lived            | 2006  | Lewis Barnavelt |                                    |